# République houtsoule
9 janvier 1919 – 11 juin 1919
Entités précédentes :
- Autriche-Hongrie

Entités suivantes :
- Tchécoslovaquie

La République houtsoule est un État ukrainien d'une durée de six mois, formé en 1919 dans l'actuel oblast de Transcarpatie. Par métonymie, on a aussi donné ce nom à l'Ukraine carpatique proclamée à nouveau en Ruthénie le 15 mars 1939, mais qui n'a duré qu'une journée. Ce nom fait référence aux Houtsoules, habitants ukrainiens de cette partie des Carpates (Houtsoulie) et des piémonts avoisinants, également appelés Rusyns ou Ruthènes.

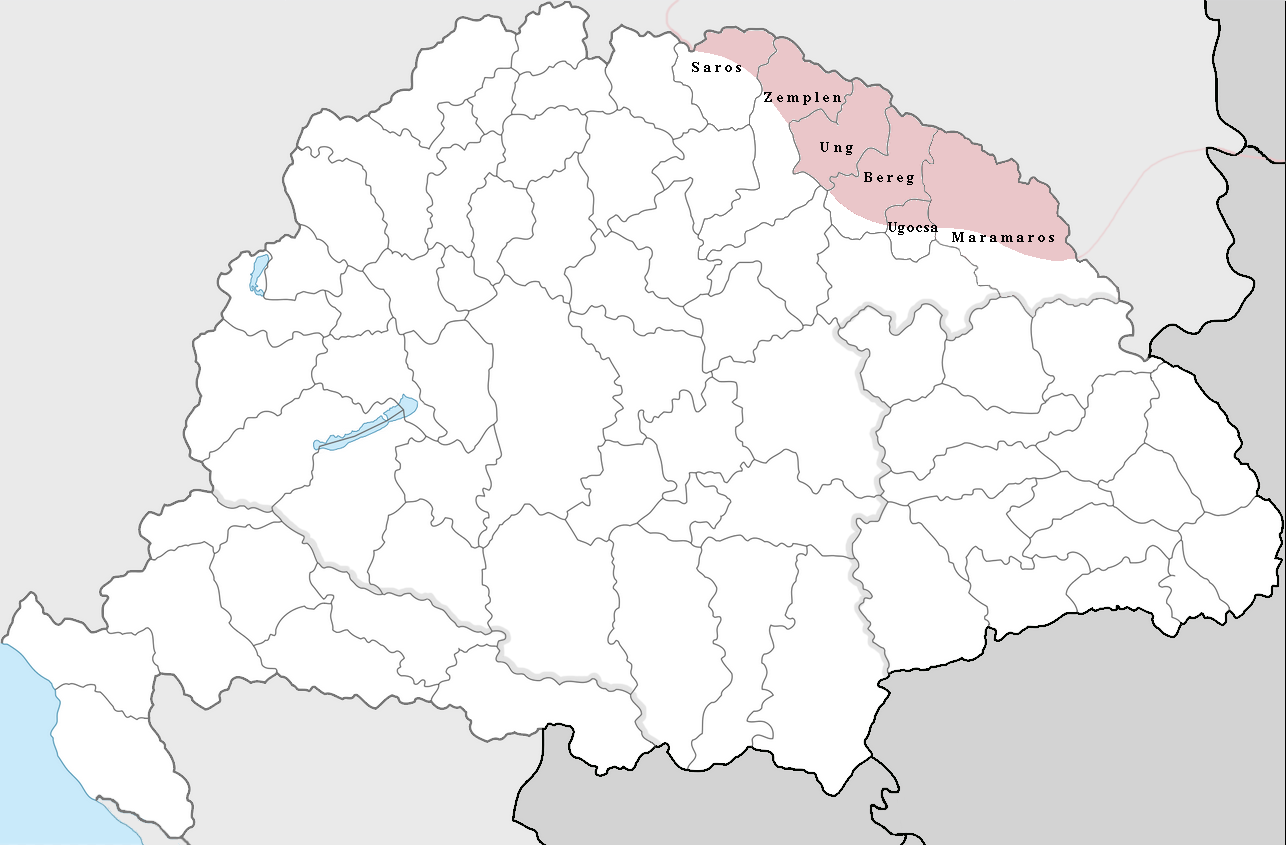
En rose, la Ruthénie parmi les « pays de la Couronne de saint Étienne » dans l'Autriche-Hongrie.

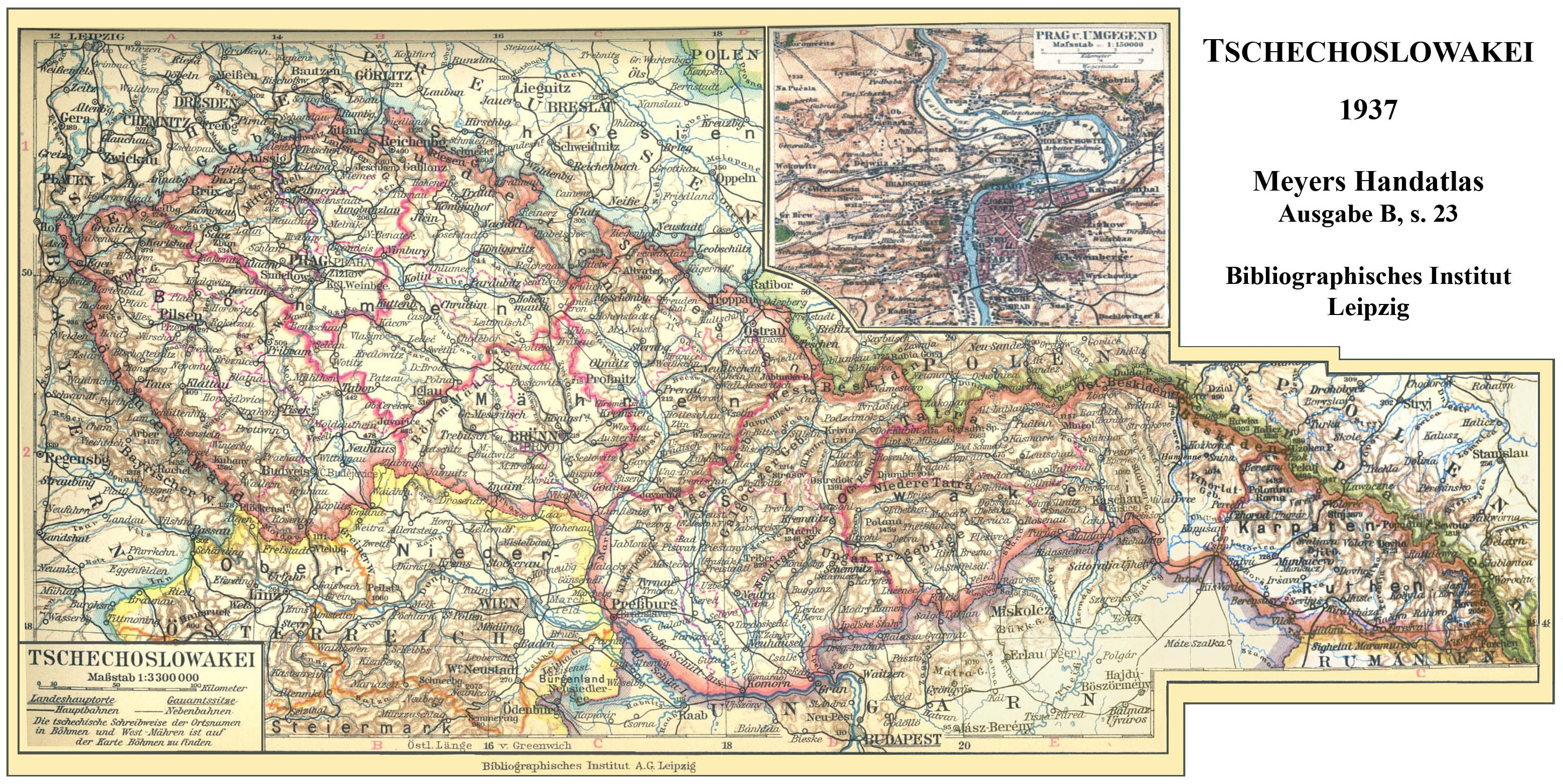
La Tchécoslovaquie de 1919 à 1938, avec la Transcarpatie à l'extrémité orientale.

## Histoire antérieure
Les Slaves arrivent en Ruthénie subcarpathique au VIe siècle : leur histoire ancienne est celle de la Marmatie et du royaume de Hongrie. À partir de 1699, c'est celle de la monarchie de Habsbourg, et à partir de 1867, celle de l'Autriche-Hongrie.

## Première indépendance

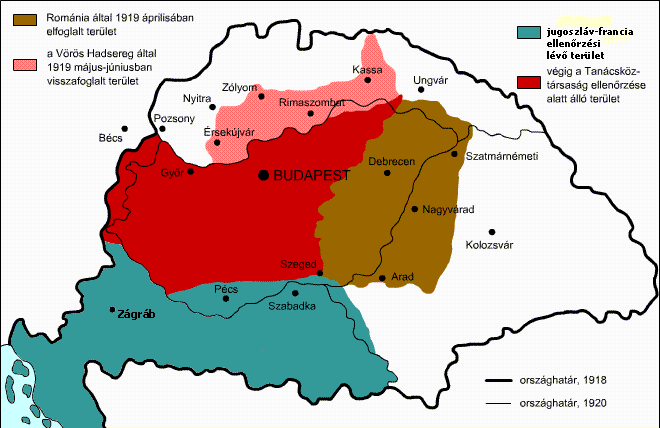
Rouge : la république des conseils de Hongrie.
Ocre : Körösvidék perdu en avril 1919 face à l'Armée française de Hongrie et aux troupes roumaines.
Rose : territoire repris en mai 1919 aux Tchécoslovaques.
Bleu-vert : territoires sous contrôle de l'armée franco-serbe commandée par Louis Franchet d'Espèrey.

À la fin de la Première Guerre mondiale, la République houtsoule (en ukrainien : Гуцульська республіка, Houtsoul‘ska respublika) était censée regrouper l'ensemble des régions de langue ukrainienne de la Hongrie austro-hongroise, après l'échec du plan d'unification avec la république populaire d'Ukraine occidentale. Mais en fait, elle n'a pu effectivement administrer que la partie du pays à l'est de la rivière Teresva (en), à savoir les arrondissements de Tiachiv, Teresve et Rachiv. La partie du pays située à l'ouest de la Teresva resta sous administration de la république démocratique hongroise. Proclamée le 9 janvier 1919 par le président Grigor Zatkovitch (en), la République houtsoule fut dirigée par le général Stepan Klotchourak, bientôt élu Premier ministre. Ce dernier parvient à organiser une petite armée, composée d'environ 1 000 soldats, recrutés dans la population locale.
Le 11 juin 1919, les troupes roumaines ont occupé la région, mettant fin à l'indépendance de la république. Par le traité de Saint-Germain de septembre 1919, la région est rattachée à la Tchécoslovaquie,,, ce que la Hongrie est contrainte de reconnaître au traité de Trianon,.

## Seconde indépendance
Le 15 mars 1939, lors du démantèlement de la Tchécoslovaquie consécutif aux accords de Munich, l'histoire se répète : un État ukrainien, l'« Ukraine carpatique » (en ukrainien : Карпа́тська Украї́на, Karpats‘ka Ukraïna), est à nouveau proclamé en Ruthénie, cette fois par Augustin Volochyne, un prêtre gréco-catholique qui représentait la région au parlement de Prague. Cette république est envahie le lendemain par le royaume de Hongrie de l'amiral Horthy qui l'annexe officiellement le 23 mars 1939, tout en lui octroyant une autonomie factice à travers la « région autonome subcarpatique » (Kárpátaljai kormányzói biztosság) divisée en trois districts administrés, d'Ouest en Est, par les comitats d'Ung, Bereg et Máramaros que la Hongrie avait récupérés au deuxième arbitrage de Vienne.
Plus de 75 000 Ukrainiens s'enfuirent vers l'URSS (qui venait d'annexer la Galicie orientale voisine à la faveur du pacte germano-soviétique) pour s'engager dans l'Armée rouge mais seuls 15 000 environ furent jugés assez fiables par le NKVD : les 60 000 autres furent déportés vers le Goulag ; enfin, environ 10 000 Ukrainiens quittèrent la région et s'engagèrent dans l'armée tchécoslovaque.
N'étant pas soumise à la loi civile des comitats d'Ung, Bereg et Maramaros, mais administrée par l'armée hongroise, la « région autonome subcarpatique » devint un mouroir pour sa population juive qui y fut d'abord regroupée en ghettos à Moukatchevo, Oujhorod et Khoust, puis massacrée sur place par les militaires (« Shoah par balles », 50 000 victimes,, auxquelles il faut ajouter les 27 000 Ruthènes et Roumains).

## Rattachement à l'URSS

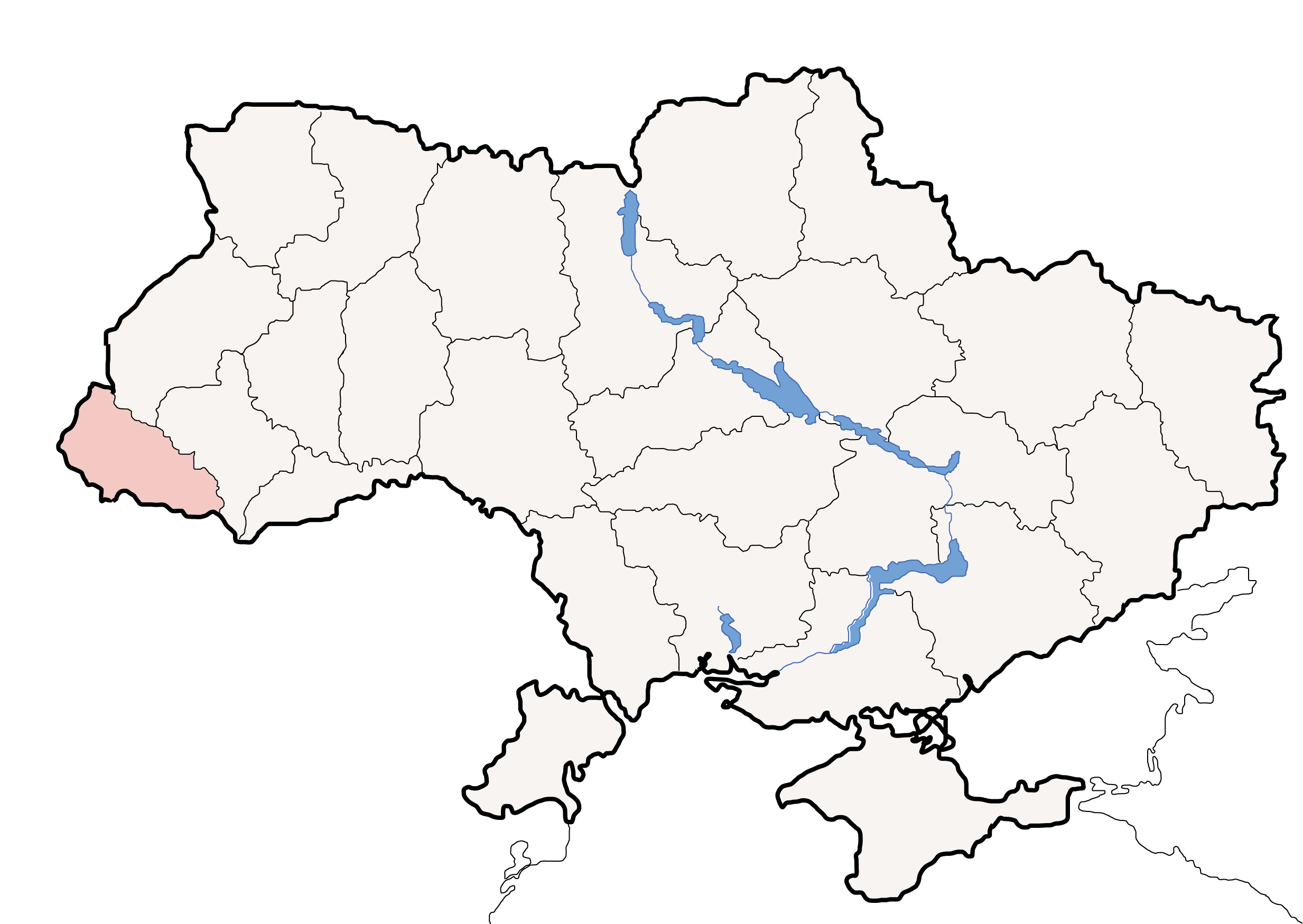
L'oblast de Transcarpatie en rose au sein de l'Ukraine actuelle.

À l'issue de la Seconde Guerre mondiale, le traité soviéto-tchécoslovaque du 29 juin 1945 (« Traité au sujet de l'Ukraine subcarpatique » et « Protocole annexé au traité conclu entre l'URSS et la République tchécoslovaque au sujet de l’Ukraine subcarpatique ») force la Tchécoslovaquie à céder la Ruthénie subcarpatique à l'Union soviétique. La population locale n'est pas consultée, l'URSS affirmant qu'une « libération du peuple ruthène travailleur, des chaînes du régime capitaliste » (qui était encore celui de la Tchécoslovaquie à ce moment) et la « réunion de tout le peuple ukrainien au sein de l'Ukraine soviétique » ne pouvaient susciter qu'une joie unanime, dont les manifestations sont organisées à Oujhorod le 22 janvier 1946. Le 10 février 1947, le traité de Paris annule officiellement le premier arbitrage de Vienne, qui avait attribué ce territoire à la Hongrie, et entérine l'annexion soviétique, que la nouvelle Tchécoslovaquie, entre-temps passée sous influence soviétique, ne peut pas refuser. En URSS, la Ruthénie forme l'oblast de Transcarpatie, faisant, depuis la dislocation de l'URSS en 1991, partie de l'Ukraine indépendante.

## Sources
1. ↑  Paul R. Magocsi et Ivan I. Pop, Encyclopedia of Rusyn History and Culture (book), Toronto, University of Toronto Press, juin 2002, 237–238 (ISBN 978-0-8020-3566-0, lire en ligne )
« Hutsul Republic. »
2. ↑  (uk) Le mouvement de libération nationale en Transcarpathie en 1918-1919., Ukrayinska Pravda (21 November 2018)
3. ↑  Stepan Klochurak, (uk) Do Voli (« Mémoires »), The Carpathian Alliance 1978, New York, OCLC 17608529.
4. ↑  (hu) Történelmi atlasz, Budapest, Kartográfiai Vállalat, 1989 (ISBN 9633514223).
5. ↑  Peter Pastor, « La mission Vix en Hongrie, 1918-1919 : un réexamen », Slavic Review, vol. 29,‎ 1970, p. 481–498 (lire en ligne).
6. ↑  (en) József Breit, Main Events of the Károlyi Era, vol. I : Hungarian Revolutionary Movements of 1918-19 and the History of the Red War, Budapest, 1929, p. 115-116.
7. ↑  (uk) Stepan Klochurak, Do Voli [« Mémoires »], New York, The Carpathian Alliance, 1978 (OCLC 17608529).
8. ↑  Yves de Daruvar, Le Destin Dramatique de la Hongrie : Trianon ou la Hongrie écartelée, Paris, Albatros, 1971.
9. ↑  (en) Domokos Kosáry, History of the Hungarian nation, 1969 (OCLC 66036).
10. ↑  (uk) , Ukrinform, 15 mars 2019.
11. ↑  Miklós Molnar, Histoire de la Hongrie, Perrin 2004,  (ISBN 978-2-262-02238-9), p. 366).
12. ↑  Alya Aglan (dir.) et Robert Frank (dir.), 1937-1947 : La guerre-monde I, Gallimard 2015, p. 102, 251, 455, 676-677, 1140, 1150, 1730 et 2265.
13. ↑  « History of the region » [archive du 4 avril 2007], sur All Zakarpattya (consulté le 1er juin 2007).
14. ↑  First Congress of People's Committees of Zakarpattia Ukraine (ПЕРШИЙ З'ЇЗД НАРОДНИХ КОМІТЕТІВ ЗАКАРПАТСЬКОЇ УКРАЇНИ)